# Solachon
Solachon était une ville située au sud de Dara, en Mésopotamie.

## Historique
Il s'y déroula en 586 la bataille de Solachon.